# Peter Mennin
Peter Mennin ( Mennini ) (17. maj 1923 i Erie, Pennsylvania – 17. juni 1983 i New York) var en amerikansk komponist. Han har skrevet 9 symfonier (hvoraf første og anden symfoni er tilbagetrukket), en klaverkoncert, en cellokoncert og flere orkesterværker. Hans bror Louis Mennini (1920-2000) var også komponist.
Mennin hører til USA's betydningsfulde komponister i det 20. århundrede, ved siden af Henry Cowell, William Schuman, Roy Harris, Walter Piston og Aaron Copland.

## Udvalgte værker
- Symfoni nr. 1 (1942) (trukket tilbage) - for orkester
- Symfoni nr. 2 (1944-1945)  (trukket tilbage) - for orkester
- Symfoni nr. 3 (1947) - for orkester
- Symfoni nr. 4 "Cyklus" (1947–1948)  - kor og orkester
- Symfoni nr. 5 (1950) - for orkester
- Symfoni nr. 6 (1953) - for orkester
- Symfoni nr. 7 "Variationssymfoni" (1963-1967)  - for orkester
- Symfoni nr. 8 (1973) - for orkester
- Symfoni nr. 9 (1981) - for orkester
- Cellokoncert (1956) - for cello og orkester
- fløjtekoncert (1983) - for fløjte og orkester
- "Moby Dick" (1952) - for orkester
- "Canzone" (1947) - for strygeorkester
- Klaverkoncert (1958) - for klaver og orkester